# Gatineau Loppet
Gatineau Loppet lub Keskinada Loppet – długodystansowy bieg narciarski, rozgrywany co roku w lutym, w kanadyjskim mieście Gatineau w prowincji Quebec. Trasa biegu liczy 51 km, rozgrywany jest zarówno techniką dowolną, jak i techniką klasyczną. Bieg ten należy do cyklu Worldloppet i FIS Marathon Cup. 
Pierwszy kanadyjski maraton w ramach Worldloppet nosił nazwę „Rivière Rouge” i odbył się w 1979 roku w Lachute, w prowincji Quebec. W 1983 roku zawody przeniesiono do Gatineau i przemianowano na „Gatineau 55”. W 1996 roku skrócono dystans do 51 km i zmieniono nazwę na „Keskinada Loppet”. Począwszy od 30. edycji biegu rozgrywany jest jako „Gatineau Loppet”.

## Lista zwycięzców
| Rok  | Mężczyźni                                                                     | Kobiety                                                                       |                                          |
| ---- | ----------------------------------------------------------------------------- | ----------------------------------------------------------------------------- | ---------------------------------------- |
| 2025 | Felix-Olivier Moreau (styl dowolny) Alexandre Bourque (styl klasyczny)        | Hannah Shields (styl dowolny) Stella Duncan (styl klasyczny)                  |                                          |
| 2024 | Gérard Agnellet (styl dowolny) Ricardo Izquierdo-Bernier (styl klasyczny)     | Coralie Bentz (styl dowolny) Cendrine Browne (styl klasyczny)                 |                                          |
| 2023 | Gérard Agnellet (styl dowolny) Dominique Moncion-Groulx (styl klasyczny)      | Céline Chopard Lallier (styl dowolny) Sophie Carrier-Laforte (styl klasyczny) |                                          |
| 2022 | Scott Hill (styl dowolny) Francis Izquierdo-Bernier (styl klasyczny)          | Tove Halvorsen (styl dowolny) Zoe Williams (styl klasyczny)                   |                                          |
| 2021 | Bieg odwołany z powodu pandemii COVID-19                                      | Bieg odwołany z powodu pandemii COVID-19                                      | Bieg odwołany z powodu pandemii COVID-19 |
| 2020 | Robin Duvillard (styl dowolny) Fabián Štoček (styl klasyczny)                 | Olivia Bouffard-Nesbitt (styl dowolny) Sara Graves (styl klasyczny)           |                                          |
| 2019 | Andy Shields (styl dowolny) Andy Shields (styl klasyczny)                     | Elizabeth Izzo (styl dowolny) Megan McTavish (styl klasyczny)                 |                                          |
| 2018 | Petter Soleng Skinstad (styl dowolny) Petter Soleng Skinstad (styl klasyczny) | Zina Kocher (styl dowolny) Kamila Borutova (styl klasyczny)                   |                                          |
| 2017 | Andy Shields (styl klasyczny) Andy Shields (styl dowolny)                     | Jennifer Jackson (styl klasyczny) Elizabeth Izzo (styl dowolny)               |                                          |
| 2016 | Scott Hill (styl klasyczny) Tao Quemere (styl dowolny)                        | Brandy Stewart (styl klasyczny) Ariane Carrier (styl dowolny)                 |                                          |
| 2015 | Ian Murray (styl klasyczny) Ian Murray (styl dowolny)                         | Li Hongxue (styl klasyczny) Veronique Fortin (styl dowolny)                   |                                          |
| 2014 | Colin Abbott (styl klasyczny) Marc-André Bedard (styl dowolny)                | Marlis Kromm (styl klasyczny) Claude Godbout (styl dowolny)                   |                                          |
| 2013 | Benoît Chauvet (styl klasyczny) Ian Murray (styl dowolny)                     | Megan McTavish (styl klasyczny) Robyn Anderson (styl dowolny)                 |                                          |
| 2012 | Jon Arne Enevoldson (styl klasyczny) Adam Swank (styl dowolny)                | Tatjana Łarionowa (styl klasyczny) Amanda Ammar (styl dowolny)                |                                          |
| 2011 | Jürgen Uhl (styl klasyczny) Aidan Lennie (styl dowolny)                       | Stephanie Howe (styl klasyczny) Kamila Bořutová (styl dowolny)                |                                          |
| 2010 | Phil Shaw (styl klasyczny) Robin McKeever (styl dowolny)                      | Sheila Kealey (styl klasyczny) Megan McTavish (styl dowolny)                  |                                          |
| 2009 | Geir Strandbakke (styl klasyczny) Thomas Freimuth (styl dowolny)              | Taylor Leach (styl klasyczny) Sheila Kealey (styl dowolny)                    |                                          |
| 2008 | Jurij Kozłow (styl klasyczny) Ivan Babikov (styl dowolny)                     | Louise Martineau (styl klasyczny) Milaine Theriault (styl dowolny)            |                                          |
| 2007 | Phil Shaw (styl klasyczny) Stephen Hart (styl dowolny)                        | Marg Fedyna (styl klasyczny) Brooke Gosling (styl dowolny)                    |                                          |
| 2006 | Phil Shaw (styl klasyczny) David Zylberberg (styl dowolny)                    | Marcia Birkigt (styl klasyczny) Daria Gaiazova (styl dowolny)                 |                                          |
| 2005 | Stanislav Řezáč (styl klasyczny) Stanislav Řezáč (styl dowolny)               | Kathy Davies (styl klasyczny) Muriel Marin (styl dowolny)                     |                                          |
| 2004 | Stanislav Řezáč (styl klasyczny) Stanislav Řezáč (styl dowolny)               | Pippa Lawson (styl klasyczny) Tara Whitten (styl dowolny)                     |                                          |
| 2003 | Guido Visser (styl klasyczny) Gianantonio Zanatel (styl dowolny)              | Pippa Lawson (styl klasyczny) Lara Peyrot (styl dowolny)                      |                                          |
| 2002 | John Bennett (styl klasyczny) Karl Saidla (styl dowolny)                      | Tatjana Utrobina (styl klasyczny) Sarah Peters (styl dowolny)                 |                                          |
| 2001 | Patrick Fine (styl klasyczny) Marc Gilbertson (styl dowolny)                  | Deena Shankman (styl klasyczny) Tasha Betcherman (styl dowolny)               |                                          |
| 2000 | Richard Weber (styl klasyczny) Robin Mckeever (styl dowolny)                  | Deena Shankman (styl klasyczny) Nancy Dassie (styl dowolny)                   |                                          |
| 1999 | Aleksandr Klinow (styl klasyczny) Marc Gilbertson (styl dowolny)              | Claudia van Wijk (styl klasyczny) Marie-Odile Raymond (styl dowolny)          |                                          |
| 1998 | Richard Weber (styl klasyczny) Jean Paquet (styl dowolny)                     | Natalya Kuziak (styl klasyczny) Nadieżda Sliesariewa (styl dowolny)           |                                          |
| 1997 | Mark Rab (styl klasyczny) Manfred Nagl (styl dowolny)                         | Claudia Van Wijk (styl klasyczny) Nancy Dassie (styl dowolny)                 |                                          |